# Myro marinus
Myro marinus là một loài nhện trong họ Toxopidae.
Loài này thuộc chi Myro. Myro marinus được miêu tả năm 1890 bởi Goyen.